# Liste der Kulturgüter in Dallenwil
Die Liste der Kulturgüter in Dallenwil enthält alle Objekte in der Gemeinde Dallenwil im Kanton Nidwalden, die gemäss der Haager Konvention zum Schutz von Kulturgut bei bewaffneten Konflikten, dem Bundesgesetz vom 20. Juni 2014 über den Schutz der Kulturgüter bei bewaffneten Konflikten sowie der Verordnung vom 29. Oktober 2014 über den Schutz der Kulturgüter bei bewaffneten Konflikten unter Schutz stehen.
Objekte der Kategorie A sind im Gemeindegebiet nicht ausgewiesen, Objekte der Kategorie B sind vollständig in der Liste enthalten, Objekte der Kategorie C fehlen zurzeit (Stand: 1. Januar 2023).

## Kulturgüter
| Foto |                                                                                  | Objekt                                                         | Kat. | Typ | Standort                            | Beschreibung |
| ---- | -------------------------------------------------------------------------------- | -------------------------------------------------------------- | ---- | --- | ----------------------------------- | ------------ |
| ja   | Datei hochladen · Wikidata zu Katholische Pfarrkirche St. Laurentius (Q29786129) | Katholische Pfarrkirche St. Laurentius KGS-Nr.: 04166          | B    | G   | Kirchenstrasse 1.1 672480 / 197439  |              |
| BW   | Datei hochladen · Wikidata zu Wallfahrtskapelle Maria mit Kaplanei (Q29786132)   | Wallfahrtskapelle Maria Wiesenberg mit Kaplanei KGS-Nr.: 04169 | B    | G   | Kapellmatt 6, 4 670800 / 197699     |              |
| BW   | Datei hochladen · Wikidata zu Bauernhaus Strasshostet (Q121891245)               | Bauernhaus Strasshostet KGS-Nr.: 16848                         | B    | G   | Strass 1 672823 / 197160            |              |
| BW   | Datei hochladen · Wikidata zu Ferienhaus Heinzi (Q121891792)                     | Ferienhaus Heinzi KGS-Nr.: 16850                               | B    | G   | Heinzi 1 671237 / 197257            |              |
| BW   | Datei hochladen · Wikidata zu Holzwangkapelle (Q121893326)                       | Holzwangkapelle KGS-Nr.: 16851                                 | B    | G   | Holzwangkapelle 1.1 668561 / 196810 |              |
| BW   | Datei hochladen · Wikidata zu Joppenhaus (Q121895056)                            | Joppenhaus KGS-Nr.: 17061                                      | B    | G   | Joppenhaus 1 672445 / 197404        |              |
| ja   | Datei hochladen · Wikidata zu Gasthaus zum Kreuz (Q121387965)                    | Gasthaus zum Kreuz KGS-Nr.: 17062                              | B    | G   | Stettlistrasse 3 672513 / 198300    |              |